# Redlands (Kalifornija)
Redlands je grad u američkoj saveznoj državi Kalifornija. Prema popisu stanovništva iz 2010. u njemu je živjelo 68.747 stanovnika.